# Jean Moorhead
Jean Moorhead (nacida el 4 de febrero de 1935) es una actriz y modelo estadounidense. Enunciado bajo un apellido alternativamente deletreado, Jean Moorehead, fue Playmate del mes en la revista Playboy para el número de octubre de 1955. Fue fotografiada por Hal Adams.
Una antigua Miss Hollywood, Moorhead actuó en películas como The Violent Years (1956), así como un papel invitado en el western televisivo Death Valley Days (1 episodio, 1957). Sus últimas actuaciones fueron en dos películas de bajo presupuesto en 1959, Gunmen from Laredo y The Atomic Submarine, con una aparición más (no acreditada) en el musical de 1960 de la Metro-Goldwyn-Mayer Suena el teléfono.